# Scaphyglottis aurea
Scaphyglottis aurea é uma espécie de orquídea epífita, família Orchidaceae, que habita da Venezuela ao Equador.